# Gérard Colin
Pour les articles homonymes, voir Colin.
Gérard Colin, né le 3 mars 1958 à La Bresse (Vosges), est un sauteur à ski français, devenu entraîneur.

## Biographie
Gérard Colin commence le saut à ski dans les Vosges et rejoint le club de La Bresse,. C'est en 1979 à Oberstdorf, lors du concours d'ouverture de la tournée des quatre tremplins de 1979-1980 qu'il fait ses premiers pas dans les compétitions internationales. Il inscrit ses premiers points en Coupe du monde lors de l'épreuve de Thunder Bay en 1980 avec une quinzième place puis à Saint-Nizier, avec une huitième place. Il obtient son meilleur résultat en 1983 à Baerum (Norvège), où il est quatrième et aussi son meilleur classement général avec la 29e position.
Il participe à de nombreuses compétitions internationales et se rendra aux Jeux olympiques d'hiver à deux reprises en 1980 et 1984, à Sarajevo, où il est notamment quinzième au petit tremplin et à trois éditions des Championnats du monde en 1982, 1985 et 1987, sans réussite. Il met un terme à sa carrière en 1987 à l'âge de 29 ans. Il accumule dix titres de champion de France durant sa carrière.
Il est, depuis 2014, entraîneur de l'équipe de France de saut à ski.

## Palmarès

### Jeux olympiques
| Épreuve / Édition | Lake Placid 1980 | Sarajevo 1984 |
| Petit tremplin    | 35e              | 15e           |
| Grand tremplin    | 42e              | 32e           |

### Championnats du monde
| Épreuve / Édition | Oslo 1982 | Seefeld 1985 | Oberstdorf 1987 |
| Petit tremplin    | 35e       | 46e          | 31e             |
| Grand tremplin    | 33e       | 37e          | 52e             |

### Championnats du monde de vol à ski
| Épreuve / Édition | Harrachov 1983 | Planica 1985 |
| Individuel        | 25e            | 31e          |

### Coupe du monde
- Meilleur classement général : 29e en 1983.
- Meilleur résultat : 4e.

#### Classements en Coupe du monde
| Année | Classement général final |
| 1980  | 73e                      |
| 1981  | 83e                      |
| 1982  | -                        |
| 1983  | 29e                      |
| 1984  | 38e                      |
| 1985  | 66e                      |
| 1986  | -                        |
| 1987  | -                        |